# Una scampagnata

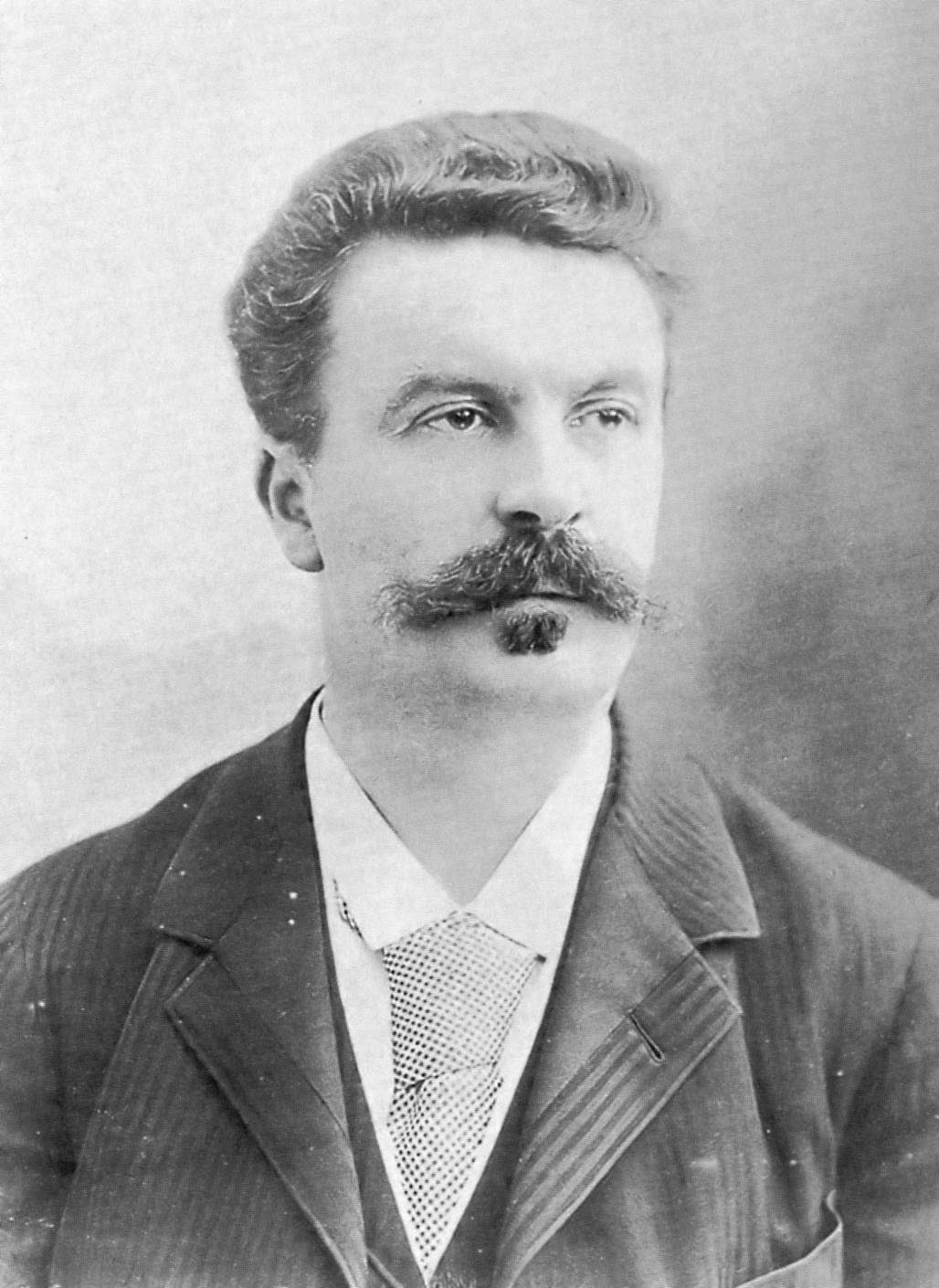
Guy de Maupassant, ritratto da Nadar

Una scampagnata (Une partie de campagne) è un racconto di Guy de Maupassant, parte della raccolta La casa Tellier pubblicata per la prima volta nel 1881.

## Trama
Il signor Dufour, un piccolo commerciante parigino, i suoi familiari (la moglie Pétronille, la figlia ventenne Henriette, la suocera) e il biondo figlio del suo socio si recano in campagna in un giorno festivo per abbandonarsi per una volta alla sconosciuta gioia della vita all'aria aperta. Dopo il pranzo in una trattoria di Bezons, in prossimità della Senna, la graziosa e ingenua Henriette e sua madre Pétronille accettano l'invito di due giovani canottieri appena conosciuti per fare una breve gita sul fiume in iole. Si formano quindi due coppie. La giovane Henriette si apparta con Henry, uno dei due canottieri, e resta incantata nell'ascoltare il canto di un usignolo («Un usignolo! Ella non ne aveva mai udito uno, e l'idea di ascoltarlo suscitò nel suo cuore un'immagine di poetiche tenerezze. Un usignolo! L'invisibile testimone dei convegni d'amore invocato da Giulietta sul suo balcone; quella musica del cielo che accompagna i baci degli uomini»).
Due mesi dopo il giovane Henry, entrato per caso nella bottega dei Dufour, apprende che Henriette si è sposata. Un anno dopo, una domenica, Henry ritrova Henriette nel luogo in cui si erano appartati per ascoltare l'usignolo. «Lei era lì, seduta sull'erba, con aria triste, mentre al suo fianco, sempre in maniche di camicia, il marito, il giovanotto dai capelli gialli, dormiva coscienziosamente, come un bruto». Quando Henry le dice di esser tornato spesso in quel luogo perché gli rievoca tanti ricordi, la ragazza gli risponde: «Io ci penso ogni sera». A questo punto il marito si sveglia e sbadigliando dice alla moglie che è ora di andarsene.

## Critica
Une partie de campagne apparve dapprima sulla rivista letteraria La Vie moderne del 2 e del 9 aprile 1881. Pochi giorni dopo apparve nella prima edizione della raccolta La Maison Tellier pubblicata il 21 aprile 1881 dall'editore Havard. Romano Luperini osserva come il racconto sia diviso in tre parti, separati da due bianchi tipografici; le due parti finali, di poche righe ciascuna, raccontano gli avvenimenti dal punto di vista di Henry, un personaggio nel quale si condensano non pochi tratti autobiografici dell'autore, rispettivamente due mesi dopo e un anno dopo la gita dei Dufour. La conclusione, conferendo un nuovo e decisivo rilievo alle vicende di Henry ed Henriette, costringe il lettore a ripercorrere tutto il racconto e a rileggerlo dando un particolare valore alla loro vicenda. Nelle pagine iniziali e centrali è costante il ricorso all'irrisione ironica; viceversa nella parte finale l'ironia cade quasi del tutto.

## Edizioni

### In lingua francese
- Guy de Maupassant, La Maison Tellier, Paris: Victor Havard, 1881 (Prima edizione disponibile sul sito Gallica)
- La Maison Tellier, nouvelle édition augmentée, Paris: Paul Ollendorff, 1891 (edizione ampliata, disponibile sul sito Gallica)
- Guy de Maupassant, Contes et nouvelles; texte établi et annoté par Louis Forestier, Vol. I, Coll. Bibliothèque de la Pléiade, Paris: éditions Gallimard, 1974, pp. 244-255, ISBN 978-2-07-010805-3

### Traduzioni in lingua italiana
- Casa Tellier: novelle; trad. di P. E. Francesconi, Milano: Fratelli Treves, 1897
- "Una scampagnata". In: Le novelle di Guy de Maupassant; a cura di Bruno Dell'Amora, Alfredo Fabietti, Vol. IX, Milano: G. Morreale; poi Bietti, 1935
- La casa di madama Tellier e altri racconti; a cura di Egidio Bianchetti, Milano: Mondadori, 1950
- La casa Tellier; traduzione di Oreste Del Buono, Coll. Biblioteca Universale Rizzoli n. 228-229, Milano: Rizzoli, 1950
- Casa Tellier ed altri racconti; illustrazioni di Renê Lelong, Roma: Astra, 1956
- La casa Tellier; traduzione di Mario Picchi; introduzione di Edda Melon, Firenze: Sansoni, 1965
- "Una scampagnata". In: Guy de Maupassant, Racconti e novelle; con un saggio introduttivo di Henry James, Torino: Einaudi, 1968, pp. 203-213
- La casa Tellier; introduzione di Sylvie Thorel-Cailleteau; traduzione di Oreste Del Buono, Milano: Biblioteca universale Rizzoli, 1996, ISBN 88-17-17116-6

## Adattamenti
- La scampagnata (Partie de campagne), film di Jean Renoir, girato nel 1936 ma rimasto incompiuto; fu presentato dal produttore Pierre Braunberger in una versione di 40' nel 1946, autorizzata da Renoir che in quel momento era negli Stati Uniti[4].